# 侯赛因·哈尔贾
侯赛因·哈尔贾（Houssine Kharja，1982年11月9日—），是一名出生于法国的摩洛哥足球运动员，司职中场，目前卡塔尔足球甲级联赛俱乐部阿拉比。

## 俱乐部生涯
哈尔贾在1999年进入巴黎圣日耳曼青年队，2000年在葡萄牙足球超级联赛球队里斯本竞技开始职业足球生涯，但他在葡超并没有获得出场机会。2001年，哈尔贾转会加盟意大利足球乙级联赛球队特拉纳。
2005年，哈尔贾曾经被租借到罗马，他为罗马队上阵12场，并在和1比1战平尤文图斯的联赛中打进一球。05/06赛季结束后，罗马不打算延长哈尔贾的租借合同，但哈尔贾拒绝回到特拉纳队，因为特拉纳在这个赛季降级至意大利丙级联赛。特拉纳认为哈尔贾是属于他们的球员,。之后哈尔贾上告至FIFA法庭，法庭裁决哈尔贾属于自由球员。2007年3月20日，哈尔贾自由转会加盟意乙球队皮亚琴察，之后他又加盟锡耶纳。
2009年6月，热那亚宣布和哈尔贾达成转会协议，并在7月2日正式转会。2011年1月29日，国际米兰宣布租借哈尔贾半年。第二天，哈尔贾在国际米兰3比2逆转巴勒莫的比赛下半场替补出场，完成代表国际米兰的首次亮相。2月3日，哈尔贾在为国际米兰第二次上阵即打进一球，帮助国际队客场3比0击败巴里。哈尔贾的租借合同结束后，国际米兰放弃使用合同中买断的条款，哈尔贾回归热那亚。
2011年8月18日，佛罗伦萨买入哈尔贾的一半所有权，他和佛罗伦萨签约2年。
2012年6月29日，哈尔贾和卡塔尔足球甲级联赛俱乐部阿拉比签约两年。

## 国家队生涯
哈尔贾随同国家队出战了2004年，2006年，2008年和2012年的非洲国家杯的比赛。他在2012年非洲国家杯个人独进三球，收获赛会最佳射手（和其他六人并列）的荣誉。